# Hayden Rorke

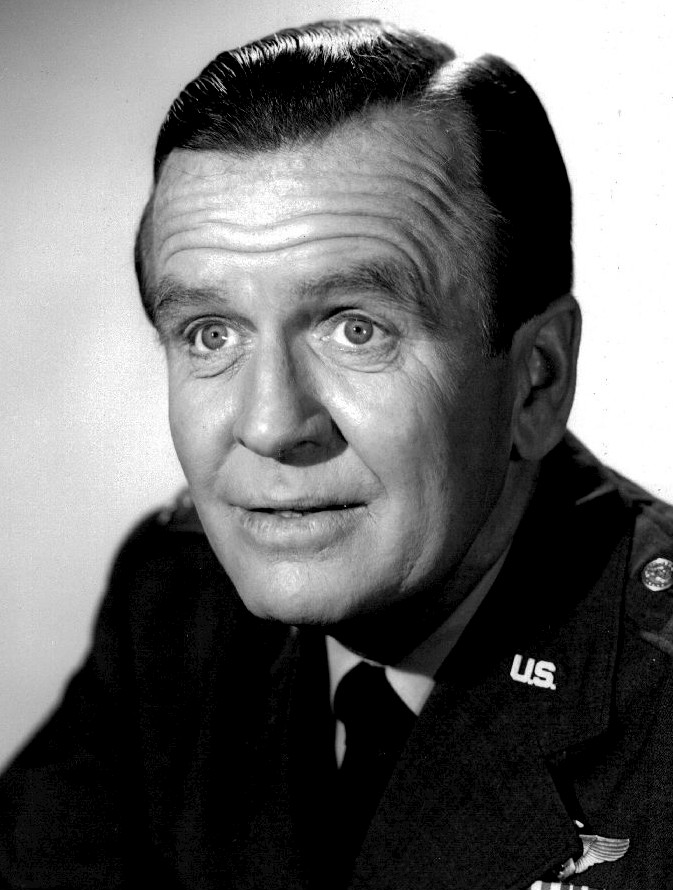
Hayden Rorke

William Henry (Hayden) Rorke (Brooklyn, 23 oktober 1910 - Los Angeles, 19 augustus 1987) was een Amerikaanse acteur. Hij is vooral bekend van zijn rol als Dr. Alfred E. Bellows in de sitcom I Dream of Jeannie uit de jaren 60.

## Biografie
Rorke was de zoon van actrice Margaret Rorke (geboren als Margaret Hayden). Hij gebruikte de geboortenaam van zijn moeder als artiestennaam.
Hij volgde een opleiding aan de Brooklyn Prep School, waar hij president was van verschillende clubs. Hij volgde verder een opleiding aan de American Academy of the Dramatic Arts. In 1930 maakte hij zijn podiumdebuur met de Hampden Theatrical Company. Tijdens de Tweede Wereldoorlog heeft hij in het leger gediend, waar hij zijn filmdebuut maakte in de musical This Is the Army (1943).
In 1957 en '58 speelde hij Steve in de serie Mr. Adams and Eve, een serie waar ook Howard Duff en Ida Lupino in speelde. Hij speelde verschillende gastrollen en heeft daar ook prijzen mee gewonnen. Zo was hij te zien in de CBS-serie Perry Mason.
Rorke was vooral bekend van zijn rol als Dr. Bellows, een NASA-medewerker, in de televisie sitcom I Dream of Jeannie. Dr. Bellows probeert constant uit te zoeken waarom Tony Nelson, gespeeld door Larry Hagman, constant vreemd doet. Maar hier komt hij nooit achter. Zijn laatste film was een rol in de televisiefilm I Dream Of Jeannie: 15 Years Later (1985).
In 1987 stierf hij aan de ziekte van Kahler.
- Biblioteca Nacional de España: XX5469104
- Bibliothèque nationale de France: cb170362640 (data)
- Gemeinsame Normdatei: 1061274284
- International Standard Name Identifier: 0000 0000 2783 1024
- Library of Congress Control Number: n87860016
- Système universitaire de documentation: 17154983X
- Virtual International Authority File: 77841254
- WorldCat: E39PBJcrf3qKQvTqg3DgpY4Qbd